# سرجو گیسالبرتری
سرجو گیسالبرتری (ایتالیایی: Sergio Ghisalberti؛ زادهٔ ۱۰ دسامبر ۱۹۷۹) دوچرخه‌سوار اهل ایتالیا است. وی در مسابقات جیرو دیتالیا شرکت کرده است.